# Слевітешть
Слевітешть, Слевітешті (рум. Slăvitești) — село у повіті Вилча в Румунії. Входить до складу комуни Ширіняса.
Село розташоване на відстані 158 км на захід від Бухареста, 23 км на південний захід від Римніку-Вилчі, 73 км на північний схід від Крайови, 135 км на південний захід від Брашова.

## Населення
За даними перепису населення 2002 року у селі проживали 295 осіб, усі — румуни. Усі жителі села рідною мовою назвали румунську.